# Center Ridge
Center Ridge – jednostka osadnicza w Stanach Zjednoczonych, w stanie Arkansas, w hrabstwie Conway.